# Dava Newman
Dava J. Newman (1964) é um ex- vice-administradora da NASA. Newman obteve o seu Ph.D. em engenharia biomédica aeroespacial, e possui um mestrado em engenharia aeroespacial e tecnologia e política, todos do MIT, e bacharelado em engenharia aeroespacial pela Universidade de Notre Dame.  Newman é professora do Programa Apollo de Sistemas de Aeronáutica e Astronáutica e Engenharia no Instituto de Tecnologia de Massachusetts e membro do corpo docente da Harvard-MIT Health, Sciences e Technology em Cambridge, MA.  Também é colaboradora do MacVicar Faculty (premiada por contribuições ao ensino de graduação), ex-diretora do Programa de Tecnologia e Políticas do MIT (2003 a 2015) e ex-diretora do Programa MIT-Portugal (2011-2015).  Como diretora do Programa de Tecnologia e Políticas do MIT (TPP), ela liderou o maior programa multidisciplinar de pesquisa de pós-graduação do Instituto, com mais de 1.200 ex-alunos.  Ela tem sido membro do corpo docente em seu departamento de origem da Aeronáutica e Astronáutica e da Escola de Engenharia do MIT desde 1993.

## Honras
Entre os prêmios destacados estão a Medalha de Serviço Distinguível da NASA (2017), o Prêmio Mulheres em Liderança Aeroespacial (2017) e o Prêmio Henry L. Taylor da Associação Médica Aeroespacial pela Realização Excepcional em Fatores Humanos Aeroespaciais (2017).
O seu sistema de trajes espaciais BioSuit foi exibido na Bienal de Veneza (2015), no Museu Americano de História Natural (2012), na Victoria and Albert e Museum, Londres (2012), no Museu da Ciência e Indústria da Cidade de Paris (2010), Museu de Ciência e Indústria de Londres (2009), e o Metropolitan Museum of Art (2008).
Ela foi premiada como Melhor Invenção de 2007 pela Time Magazine, nomeada em 100 Extraordinary Women Engineers, em 2004, e recebeu o prêmio Women in Aerospace National Aerospace Educators (2001).
Newman é um ex-chefe da Casa Baker do MIT.